# Autoroute 540 (Québec)
Pour l’article homonyme, voir Autoroute 540 (Vaudreuil-Dorion).
L'autoroute 540 (A-540) ou Autoroute Duplessis est une autoroute québécoise située à Québec et reliant les routes 138 et 175, les autoroutes 40 et 73, et alimentant les ponts Pierre-Laporte et de Québec. Elle agit comme route d'accès à l'Aéroport Jean-Lesage, lequel est situé près de son terminus nord. Au sud, elle se termine à la jonction avec l'A-73 et du boulevard Laurier (route 175). Sa section la plus achalandée affiche un débit quotidien moyen de 69 000 véhicules.

## Historique

### Toponymie
Originellement nommée Boulevard Champigny, la voie rapide est renommée Boulevard Maurice-Duplessis en 1961, puis son toponyme est changé pour celui d'Autoroute Duplessis en 1981,.

### Chronologie
La construction d'une autoroute urbaine entre Champigny et le boulevard Laurier est annoncée en 1957, bien que l'acquisition des terrains avait déjà commencé l'année précédente. On prévoit à l'époque un « parcours pittoresque » et un « boulevard moderne » pour remplacer la désuète route de la Suète. Originellement, un seul échangeur, au chemin Sainte-Foy et un carrefour étagé avec les voies du Canadien National sont prévus. Les travaux sont terminés en septembre 1958. 
À peine ouvert à la circulation, le ministère de la Voirie incorpore le boulevard Champigny à la planification du réseau autoroutier de la région métropolitaine de Québec. En ce sens, des travaux d'amélioration sont apportés au boulevard, dont un échangeur au carrefour du boulevard Charest en 1962. Le boulevard est intégré au réseau autoroutier en 1966. 
En 1965, lors de la planification du boulevard Métropolitain, une voie périphérique parallèle à la route 2, le raccordement d'un prolongement du boulevard Duplessis à cette autoroute de contournement, est proposée afin de relier L'Ancienne-Lorette à Sainte-Foy et le pont de Québec à l'aéroport international. Le maillage des boulevards Duplessis et Métropolitain près de l'aéroport est de nouveau recommandé au Gouvernement du Québec en 1968. En 1982, l'opportunité de prolonger l'autoroute Duplessis jusqu'à l'aéroport dans une emprise déjà expropriée est encore étudiée, mais sans suites. 

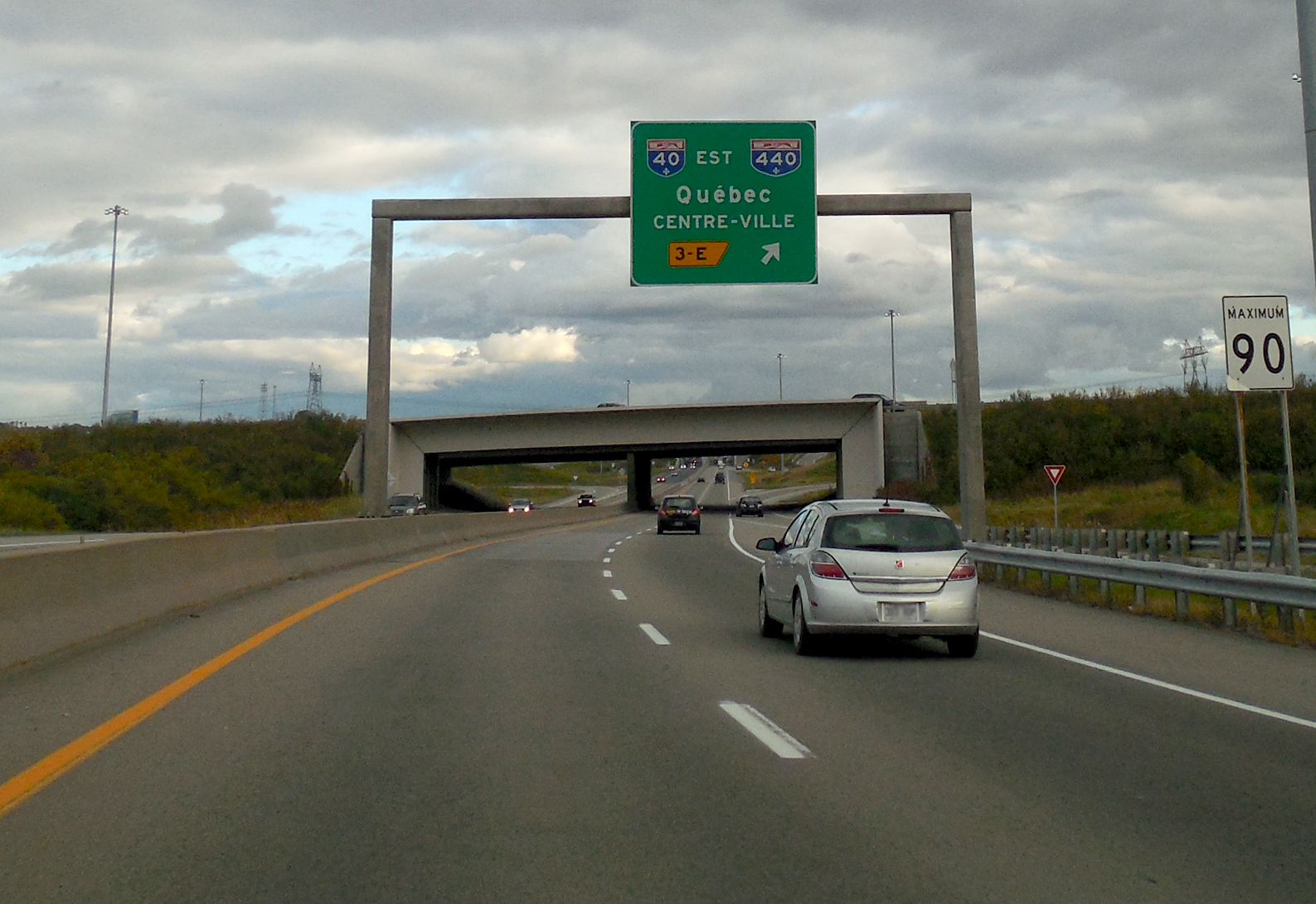
L'échangeur avec l'autoroute 40 est reconstruit en 2005-2006.

De 2005 à 2006, des travaux majeurs de reconstruction sont menés par le ministère des Transports du Québec et la Commission de la Capitale nationale du Québec. Un premier échangeur, celui de l'A-40, est d'abord reconstruit, de manière à améliorer la fonctionnalité et l'esthétisme, puis un second échangeur, celui du chemin Sainte-Foy, fait l'objet d'une reconstruction. Aussi, la chaussée est élargie et la bretelle de sortie de l'avenue Maricourt est fermée. 

## Liste des sorties
| MRC               | Municipalité | km   | Sortie | Destinations                                           | Notes                                                                               |
| ----------------- | ------------ | ---- | ------ | ------------------------------------------------------ | ----------------------------------------------------------------------------------- |
| Québec            | Québec       | 0,00 | —      | R-175 nord (Boulevard Laurier) – Québec (Centre-ville) |                                                                                     |
| Québec            | Québec       | 0,00 | 10     | R-175 sud / Chemin Saint-Louis – Pont de Québec        |                                                                                     |
| Québec            | Québec       | 0,00 | 9      | A-73 sud vers A-20 – Pont Pierre-Laporte, Montréal     | Pas de sortie vers A-73 nord; sortie 134 de l'A-73 nord et sortie 136 de l'A-73 sud |
| Québec            | Québec       | 0,60 | 8      | Boulevard Hochelaga                                    |                                                                                     |
| Québec            | Québec       | 1,30 | 6      | Chemin des Quatre-Bourgeois                            |                                                                                     |
| Québec            | Québec       | 2,00 | 5      | Chemin Sainte-Foy                                      |                                                                                     |
| Québec            | Québec       | 4,00 | 3      | A-40 vers A-440 – Québec (Centre-ville), Montréal      |                                                                                     |
| Québec            | Québec       | 4,90 | —      | Avenue Jules-Verne                                     | Intersection à niveau                                                               |
| Québec            | Québec       | 5,40 | —      | R-138 (Boulevard Wilfrid-Hamel)                        | Intersection à niveau                                                               |
| - Accès incomplet |              |      |        |                                                        |                                                                                     |